# Иксанов, Максим Тахирович
Макси́м Тахи́рович Икса́нов (род. 24 марта 1983, Ленинград) — российский тележурналист, телеведущий, продюсер, медиаменеджер. С 2018 года — главный редактор и генеральный директор Telegram-канала Mash. С декабря 2021 года занимает пост генерального директора медиа-холдинга News Media.

## Биография
Родился 24 марта 1983 года в Ленинграде. Учился в гимназии № 209. В 2005 году окончил факультет международной журналистики МГИМО.

### Телевидение
С 2003 года, во время учёбы в вузе, работал ведущим на телеканале «Культура» в программе «Новости культуры» (рубрика «З@грузка»). В 2005 году стал корреспондентом программы «Вести-Москва» на канале «Россия».
В 2007 году по приглашению Николая Картозии перешёл работать на НТВ в программу Антона Хрекова «Главный герой», был одним из её постоянных корреспондентов. В 2009 году стал автором и ведущим рубрики «Хит-парад Неформат», где впервые на российском телевидении появился российский рэпер Баста, затем был автором и ведущим документального цикла «Главный герой представляет».
Зимой 2011 года Максим Иксанов стал ведущим информационно-развлекательной программы «Профилактика» на телеканале «Россия-1».
С 2011 по 5 октября 2018 года принимал участие в работе телеканала «Москва 24». Был ведущим и руководителем программ «Живой Звук», «Максимальное приближение», «Москино», «Прямо и Сейчас» (финалист премии ТЭФИ-Регион и лауреат премии «Большая Цифра») и программы «Вечер».
15 октября 2018 года был назначен генеральным директором и главным редактором российского информационного портала Mash и медиа-продакшна «Изюм».

### Кино
В 2015 году выступил продюсером короткометражного фильма «Абсолюция» (режиссёр — Вадим Ватагин). Фильм стал лауреатом национальной премии «Страна» и был выбран в программу Global Russians в рамках Каннского кинофестиваля.
В 2017 стал продюсером ещё одного короткометражного фильма «Парк» (режиссёр — Вадим Ватагин). Фильм стал финалистом второго сезона шоу «Быть или не быть» («Чемпионат России по сериалам») на телеканале ТВ-3.

## Связь с властями
По данным издания «The Insider» Иксанов, живёт в доме, принадлежащем Управлению делами президента, расположенном в Москве на улице Трехгорный Вал. Согласно выписке из Росреестра, Иксанов живёт в 138-метровой квартире, которая оформлена на его отца Тахира Иксанова — бывшего директора Большого театра. Также, по данным The Insider, Иксанов получал разрешение на передвижение по Москве во время пандемии из администрации президента.

## Семья
- Отец — российский театральный и общественный деятель Анатолий Геннадьевич Иксанов[11].
- Мать — генеральный директор национальной телевизионной премии ТЭФИ Людмила Васильевна Гринцевич[12].
- Дочь — Софья.